# 短柱铁线莲
短柱铁线莲（学名：Clematis cadmia）为毛茛科铁线莲属下的一个种。

## 扩展阅读
維基物種上的相關：短柱铁线莲